# Marquesado de Caltojar
El marquesado de Caltojar es un título nobiliario español creado el 31 de julio de 1695 por el rey Carlos II a favor de Manuel Antonio de Velasco Tovar y Centeno, coronel de infantería, en atención a los méritos de su padre, Francisco Antonio Fernández de Velasco y Tovar.
La denominación del título se refiere al municipio de Caltojar en la provincia de Soria.

## Titulares
|                        | Titular                                                             | Periodo                |
| Creación por Carlos II | Creación por Carlos II                                              | Creación por Carlos II |
| ---------------------- | ------------------------------------------------------------------- | ---------------------- |
| I                      | Manuel Antonio José Fernández de Velasco y Tovar Centeno            | 1695-¿?                |
| II                     | Íñigo Fernández de Velasco y Tovar Centeno                          | ¿?-¿?                  |
| III                    | María de la Concepción Fernández de Velasco Tovar y Herrera-Loyzaga | ¿?-¿?                  |
| IV                     | Manuela Luisa Tous de Monsalve y Fernández de Velasco Tovar         | ¿?-¿?                  |
| V                      | María Manuela Luisa de Castilla y Quevedo                           | ¿?-1827                |
| VI                     | Juan Antonio Luis O’Neill y Castilla                                | 1847-1877              |
| VII                    | Tulio O'Neill y Salamanca                                           | 1877-1914              |
| VIII                   | Juan O'Neill y Larios                                               | 1922-1930              |
| IX                     | Marcos O'Neill y Castrillo                                          | 1935-1959              |
| X                      | Álvaro Tulio O'Neill y Castrillo                                    | 1960-actual titular    |

## Marqueses de Caltojar
- Manuel Antonio José Fernández de Velasco y Tovar Centeno, I marqués de Caltojar y coronel de Caballería de Felipe V, hijo de Francisco Antonio Fernández de Velasco y Tovar y de su esposa Ana Luisa Lorenza Centeno y Maldonado.[1][2]  Sin descendencia, le sucedió su hermano.

- Íñigo Fernández de Velasco y Tovar Centeno , II marqués de Caltojar, mariscal de campo de los reales ejércitos.[2]

Se casó con Josefa Herrera Loyzaga-Ríos y Sotomayor. Le sucedió su hija:
- María de la Concepción Fernández de Velasco Tovar y Herrera-Loyzaga, III marquesa de Caltojar.[2]

Contrajo matrimonio con Diego Tous de Monsalve y Clarebout, VI conde de Benagiar y IV marqués de Valdeosera. Le sucedió su hija:
- Manuela Luisa Tous de Monsalve y Fernández de Velasco Tovar, IV marquesa de Caltojar, VI condesa de Benagiar y V marquesa de Valdeosera.[2]

Contrajo matrimonio en Sevilla el 4 de enero de 1773 con Juan María de Castilla y Valenzuela, V marqués de la Granja y señor de Cadoso. Le sucedió su nieta, hija de Antonio María de Castilla y Tous de Monsalve (m. 1800), que falleció con 27 años víctima de la peste que azotó Sevilla, casado con su prima Ramona de Quevedo y Solís, que falleció ocho días después de la muerte de su esposo. Ostentó el título de VI marqués de Valdeosera pero no el de la Granja, aunque así lo cuentan en la sucesión del título.
- María Manuela Luisa de Castilla y Quevedo (m. 1827), V marquesa de Caltojar, VII marquesa de la Granja, VIII condesa de Benagiar, VI marquesa de Valdeosera.[2]

Se casó con Tulio O'Neill y O'Keeff y Tyrone (ca. 1785-30 de agosto de 1855), II marqués del Norte. Le sucedió su hijo:
- Juan Antonio Luis O’Neill y Castilla (1821-1877), VI marqués de Caltojar, por Real despacho del 20 de noviembre de 1847, VIII marqués de la Granja, VII marqués de Valdeosera, IX conde de Benagiar.[2]

Se casó en Madrid el 16 de julio de 1865 con María Luisa Salamanca y Negrete (Madrid, 26 de marzo de 1843-ibid. 30 de enero de 1808), dama de la Orden de María Luisa, hija de los condes de Campo Alange, grandes de España. Le sucedió su hijo:
- Tulio O'Neill y Salamanca (1866-Sevilla, 5 de abril de 1914), VII marqués de Caltojar, IX marqués de la Granja, VIII marqués de Valdeosera, X conde de Benagiar.[5]

Contrajo matrimonio en 1886 con María del Carmen Larios y Zavala Enríquez de Guzmán (m. 4 de julio de 1911), hija de Juan Larios y Enríquez, consejero del Banco de España, y de María de Zabala y Guzmán, VII marquesa de San Lorenzo del Valle Umbroso y dama de la Orden de María Luisa. Le sucedió su hijo:
- Juan O'Neill y Larios (m. Cercedilla, 30 de septiembre de 1930), VIII marqués de Caltojar, IX marqués de Valdeosera.[2]

Se casó el 23 de junio de 1923 con Sofía Plá y Ruiz del Castillo. Sin descendencia, le sucedió su sobrino, hijo de su hermano Tulio O'Neill y Larios y María de los Ángeles Castrillo y San Juan:
- Marcos O'Neill y Castrillo (m. 1973), IX marqués de Caltojar desde 1935,[8] por decreto de convalidación de 25 de enero de 1952 y XI marqués de la Granja.[9] Sin descendencia, en 1959 cedió el título a su hermano:[10]

- Álvaro Tulio O'Neill y Castrillo (n. San Sebastián, 12 de enero de 1935), X marqués de Caltojar,[10][11] con carta de sucesión del 18 de marzo de 1960, teniente de hermano mayor de la Real Maestranza de Caballería de Sevilla, Gran Cruz del Mérito Militar.

Contrajo matrimonio en Elorrio el 14 de octubre de 1964 con María del Sagrado Corazón Gaytán de Ayala y Domínguez (n. Pamplona, 14 de octubre de 1943), padres de María, Gracia, Tulio, Amaya y Victoria O'Neill y Gaytán de Ayala.